# Orlando Ortega
Orlando Ortega Alejo (Artemisa, 29 luglio 1991) è un ostacolista cubano naturalizzato spagnolo, vincitore della medaglia d'argento nei 110 metri ostacoli ai Giochi olimpici di Rio de Janeiro 2016.
Il suo record personale nei 110 metri ostacoli è di 12"94, stabilito il 4 luglio 2015 al Meeting Areva di Saint-Denis, valido per la Diamond League.

## Palmarès
| Anno                           | Manifestazione      | Sede           | Evento   | Risultato  | Prestazione | Note |
| ------------------------------ | ------------------- | -------------- | -------- | ---------- | ----------- | ---- |
| In rappresentanza di Cuba      |                     |                |          |            |             |      |
| 2010                           | Mondiali juniores   | Moncton        | 110 m hs | Batteria   | dnf         |      |
| 2011                           | Giochi panamericani | Guadalajara    | 110 m hs | Bronzo     | 13"30       |      |
| 2012                           | Mondiali indoor     | Istanbul       | 60 m hs  | Semifinale | 7"71        |      |
| 2012                           | Giochi olimpici     | Londra         | 110 m hs | 6º         | 13"26       |      |
| 2013                           | Mondiali            | Mosca          | 110 m hs | Batteria   | 13"69       |      |
| In rappresentanza della Spagna |                     |                |          |            |             |      |
| 2016                           | Giochi olimpici     | Rio de Janeiro | 110 m hs | Argento    | 13"17       |      |
| 2017                           | Europei indoor      | Belgrado       | 60 m hs  | 7º         | 7"64        |      |
| 2017                           | Mondiali            | Londra         | 110 m hs | 7º         | 13"37       |      |
| 2018                           | Europei             | Berlino        | 110 m hs | Bronzo     | 13"34       |      |
| 2019                           | Europei indoor      | Glasgow        | 60 m hs  | 4º         | 7"64        |      |
| 2019                           | Mondiali            | Doha           | 110 m hs | Bronzo     | 13"30       |      |
| 2024                           | Europei             | Roma           | 110 m hs | Semifinale | 13"64       |      |

## Altre competizioni internazionali
2016
- Vincitore della Diamond League nella specialità dei 110 m hs (60 punti)

2019
- Vincitore della Diamond League nella specialità dei 110 m hs